# ケンタウルス座
ケンタウルス座（）は、現代の88星座の1つで、プトレマイオスの48星座の1つ。古代ギリシア・ローマの伝承に登場する半人半馬の獣人ケンタウロスをモチーフとしている。南天の大きな星座で、全天21個の1等星に数えられるα星・β星やω星団など、明るい天体が多い。日本など北半球の中緯度地域からは星座の南側の領域を見ることができない。

## 主な天体

### 恒星
α星とβ星の2つの1等星のほか、γ星、ε星、η星、θ星の4つの2等星がある。α星とβ星の2星を結んだ線分をβ星方向に延長すると南十字星にたどり着くため、英語ではこの2星のペアを  the pointer stars と呼んでいる。
2023年6月現在、国際天文学連合 (IAU) によって9個の恒星に固有名が認証されている。
- α星：全天21の1等星の1つ。三重星系で、G型主系列星のA星とK型主系列星のB星の連星系の周囲を赤色矮星のC星が周回している。A・B星のペアを合成した見かけの明るさは、シリウス、カノープスに次いで全天で3番目に明るく見える[11]。太陽系の最も近くにある恒星系であり、中でもC星は、太陽系から最も近い位置にある[12]。リギル・ケンタウルス (Rigil Kentaurus) やトリマン (Toliman) という通称が知られていたが、2016年11月にIAUの恒星の命名に関するワーキンググループによって、リギル・ケンタウルスはA星の、トリマンはB星の固有名として認証された[10]。
  - α星A：見かけの明るさ0.01 等、スペクトル型G2VのG型主系列星で、単独の恒星としてはアルクトゥールスに次いで4番目に明るい1等星である[13]。「リギル・ケンタウルス[14](Rigil Kentaurus[10])」という固有名を持つ。2016年には、地球からの年周視差743±1.2 ミリ秒、距離4.39 光年とする研究結果が発表されている[15]。
  - α星B：見かけの明るさ1.33 等、スペクトル型K1Vの主系列星で[16]、単独の恒星としては22番目に明るい1等星である。「トリマン[14](Toliman[10])」という固有名を持つ。AとBが二重星であることは、1689年12月19日、インドのポンディシェリで彗星を観測中のイエズス会神父ジャン・リショー（フランス語版）によって発見された[17]。2012年にドップラー法によって太陽系外惑星α Cen Bbを発見したとする研究結果が発表された[18]が、2015年に報告された研究により惑星の存在は否定されている[19][20][21]。
  - α星C：太陽系から4.246 光年の距離にある、見かけの明るさ11.13 等、スペクトル型M5.5Veの赤色矮星[22]。「プロキシマ・ケンタウリ[14](Proxima Centauri[10])」の固有名で知られる、太陽系に最も近い位置にある恒星である[22]。1915年のロバート・イネスによる発見[23]でその存在が知られて以来、本当にA・Bのペアと連星の関係にあるか否かについて長年議論されてきたが、2017年の研究では「A・Bのペアの周囲を約55万年の周期で公転している」とされた[24]。2016年には、ドップラー法によって地球の1.3倍の質量を持つ系外惑星を発見したとする研究結果が報告された[25]。その後、2019年と2020年にも別の系外惑星の存在が報告されており、2023年6月現在少なくとも2つの系外惑星が存在することが確実視されている[26]。
- β星：全天21の1等星の1つ。太陽系から約390 光年の距離にある三重星系[27]で、ともにB型星のAaとAbの連星の周囲を、これもB型のB星が周回している[28]。A星系は分光連星で、Aa星（1.29 等）とAb星（1.44 等）を合わせた見かけの明るさは0.58 等となる[29]。2016年の研究では、Aa星は太陽の約12倍、Ab星は約10.6倍の質量を持ち、互いを約357日の周期で周回しているとされた[28]。2016年にIAUの恒星の命名に関するワーキンググループ (WGSN) によって、Aa星にアラビア語由来の「ハダル[14](Hadar[10])」という固有名が認証された。これとは別に、「ひざ」を意味するラテン語に由来する「アジェナ (Agena)[30]」という名称で呼ばれたこともあった。
- θ星：太陽系から約59 光年の距離にある、見かけの明るさ2.05 等、スペクトル型K0-IIIbの巨星で、2等星[8]。「メンケント[14](Menkent[10])」という固有名を持つ。
- HD 102117：太陽系から約129 光年の距離にある、見かけの明るさ7.45 等、スペクトル型G6VのG型主系列星で、7等星[31]。IAUの100周年記念行事「IAU100 NameExoWorlds」でピトケアン諸島に命名権が与えられ、主星は Uklun、太陽系外惑星は Leklsullun と命名された[32]。
- HD 117618：太陽系から約123 光年の距離にある、見かけの明るさ7.17 等、スペクトル型G0VのG型主系列星で、7等星[33]。IAUの100周年記念行事「IAU100 NameExoWorlds」でインドネシア共和国に命名権が与えられ、主星は Dofida、太陽系外惑星は Noifasui と命名された[32]。
- WASP-15：太陽系から約935 光年の距離にある、見かけの明るさ10.910 等、スペクトル型F7の恒星で、11等星[34]。IAUの100周年記念行事「IAU100 NameExoWorlds」でコートジボワール共和国に命名権が与えられ、主星は Nyamien、太陽系外惑星は Asye と命名された[32]。
- HIP 65426：太陽系から約351 光年の距離にある、見かけの明るさ6.98 等、スペクトル型A2VのA型主系列星で、7等星[35]。2022年から2023年にかけてIAUが実施したキャンペーン「NameExoWorlds 2022」でメキシコ合衆国の先住民族ソケ族の言語ソケ語（スペイン語版）由来の提案が採用され、主星は Matza、太陽系外惑星は Najsakopajk とそれぞれ命名された[36]。

他にも、以下のような恒星が知られている。
- γ星：太陽系から約130 光年の距離にある連星系[5]で、A型のスペクトルを持つ準巨星2つが約84.5年の周期で互いに周回している[37]。A星（2.82 等）とB星（2.88 等）を合わせた見かけの明るさは2.17 等で[5][38]、ケンタウルス座で3番目に明るく見える。Muhlifain[30]という名称が知られていたが、これはおおいぬ座γ星の固有名が誤って転用されたもの[30]であり、IAUのWGSNからも認証されていない[10]。
- δ星：太陽系から約532 光年の距離にある、見かけの明るさ2.52 等、スペクトル型B2VneのB型主系列星で、3等星[39]。スペクトル中に顕著な水素の輝線が見られる「Be星」で、約1.923日の周期で2.51 等から2.65 等の範囲で変光する[40]。2008年の研究では、2.50 等の主星と5.40 等の伴星からなる連星系であるとされた[41]。
- ε星：太陽系から約427 光年の距離にある、見かけの明るさ2.30 等、スペクトル型B1IIIの青色巨星で、2等星[6]。変光星としては、脈動変光星の分類の1つ「ケフェウス座β型変光星 (BCEP)」に分類されており、2.29 等から2.31 等の範囲を0.1694日の周期で変光している[42]。
- ζ星：見かけの明るさ2.55 等、スペクトル型B2.5IVの青色準巨星で、3等星[43]。連星であるとされるが、伴星に関しては8.02日という公転周期以外の情報が得られていない[44]。
- η星：見かけの明るさ2.31 等、スペクトル型B2Ve のB型主系列星で、2等星[7]。太陽系に最も近いOBアソシエーションである「さそり–ケンタウルス座アソシエーション」に属するとされる。
- ι星：太陽系から約58.2 光年の距離にある、見かけの明るさ2.73 等、スペクトル型kA1.5hA3mA3VaのA型主系列星で、3等星[45]。
- κ星：太陽系から約437 光年の距離にある、見かけの明るさ3.11 等、スペクトル型B2IVの青色準巨星で、3等星[46]。太陽系に最も近いOBアソシエーションである「さそり–ケンタウルス座アソシエーション」のサブグループ「Upper Centaurus–Lupus」に属するとされる[47]。
- λ星：太陽系から約394 光年の距離にある、見かけの明るさ3.14 等、スペクトル型B9IIIの青色巨星[48]。17世紀後半にイギリスの天文学者エドモンド・ハリーが考案した星座「Robur Carolinum（チャールズの樫）」に組み込まれたことがあった[49]。
- μ星：太陽系から約387 光年の距離にある、見かけの明るさ3.43 等、スペクトル型B2VnpeのBe星で、3等星[50]。「さそり–ケンタウルス座アソシエーション」のサブグループ「Upper Centaurus–Lupus」に属するとされる[47]。
- ν星：太陽系から約325 光年の距離にある、見かけの明るさ3.386 等、スペクトル型B2VのB型主系列星で、3等星[51]。「さそり–ケンタウルス座アソシエーション」のサブグループ「Upper Centaurus–Lupus」に属するとされる[47]。
- WG 22：太陽系から約48.4 光年の距離にある白色矮星で、14等星[52]。トリプルアルファ反応で生成された炭素や酸素で構成されていると考えられている。白色矮星は冷却が進むと内部から結晶化すると予想されており、1995年に結晶化理論を検証するための観測対象候補とされた[53]。研究者からは、ビートルズの楽曲『ルーシー・イン・ザ・スカイ・ウィズ・ダイアモンズ』にちなんで「ルーシー (Lucy)」とも呼ばれている[54]。

### 星団・星雲・銀河
天の南極に近いためメシエ天体こそないものの、6つの天体がパトリック・ムーアがアマチュア天文家の観測対象に相応しい星団・星雲・銀河を選んだ「コールドウェルカタログ」に選ばれている。
- NGC 5128：「ケンタウルス座A[56](Centaurus A[57])」の通称で知られる電波銀河[56]で、ケンタウルス座A/M83銀河群（英語版）を代表する銀河[58]。1826年8月4日、スコットランド生まれの天文学者ジェームス・ダンロップ（英語版）によって発見された[59]。天の川銀河から約1200万 光年[57]の距離にあり、中心部には太陽の5500万倍の質量を持つブラックホールがあると考えられている[56][60]。2019年7月、イベントホライズンテレスコープ (EHT) の国際共同研究チームは、ケンタウルス座Aの中心部を高い解像度で撮影し、中心のブラックホールの位置を正確に特定するとともに、そこから吹き出す大規模ジェットを撮影することに成功した[56][60]。コールドウェルカタログの77番に選ばれている[55]。
- NGC 5139：ω星団 (英: Omega Centauri) の通称で知られる、全天で最も明るく見える球状星団[61]。太陽系から約1万6900 光年の距離にある[62]。天の川銀河に属する球状星団の中では最大のもので、局所銀河群全体でもアンドロメダ銀河最大の球状星団G1 (Mayall II（英語版）) に次いで大きい[61]。40億年以上前に天の川銀河の潮汐力で分裂させられた矮小銀河の中心核の残骸であると考えられている[63]。見かけの明るさ3.68 等と肉眼でもよく見える明るさであるため、その存在は古代ギリシアの時代から知られていたが、長らく星団ではなく1つの恒星と考えられていた[61]。ヨハン・バイエルの星図『ウラノメトリア』でも1つの恒星としてギリシア文字の小文字の「ω」が振られたため、この名称で呼ばれる[61][注 1]。この天体が単独の星ではないことが発見されたのは1677年のことで、セントヘレナ島で南天の天体を観測していたエドモンド・ハリーによるものであった[61]。コールドウェルカタログの80番に選ばれている[55]。
- NGC 4945：天の川銀河から約1050万 光年の距離にある渦巻銀河[64]。ケンタウルス座Aと同じケンタウルス座A/M83銀河群に属しており、ケンタウルス座Aのグループではケンタウルス座Aに次いで明るく見える[58]。銀河円盤を真横から観測する形となる典型的なエッジオン銀河だが、その渦状腕と中心核の棒状構造の特徴から天の川銀河と似た形をした渦巻銀河であるとされる[65]。中心部に超大質量ブラックホールを伴う活動銀河核があるという点で天の川銀河とは異なっており、セイファート銀河に分類されている[65]。コールドウェルカタログの83番に選ばれている[55]。
- NGC 5286：太陽系から約3万6000 光年の距離にある球状星団[66]。1826年4月29日、ジェームス・ダンロップによって発見された[67]。コールドウェルカタログの84番に選ばれている[55]。
- NGC 3766：太陽系から約5,880 光年の距離にある散開星団[68]。1752年3月5日、フランスの天文学者ニコラ＝ルイ・ド・ラカイユによって発見された[69]。星が密集した様子を真珠に喩えて「真珠星団 (The Pearl Cluster)」の通称で呼ばれることもある[69]。コールドウェルカタログの97番に選ばれている[55]。
- IC 2944：太陽系から約7,780 光年の距離にある、散光星雲を伴った散開星団[70]。近くにあるλ星の名前を取って「λ Cen Nebula[70]」、あるいは最も明るい領域の様子をニワトリに喩えて「走るニワトリ星雲[71](The Running Chicken Nebula[72]）」などと呼ばれる。コールドウェルカタログの100番に選ばれている[55]。
- ブーメラン星雲：太陽系から約1,212 光年の距離にある原始惑星状星雲。1980年にオーストラリアで観測された際にブーメランのように湾曲した形状に見えたため、この通称が付けられた[73]。双極状の構造を持つことから Centaurus Bipolar Nebula[74]、あるいは Bow tie Nebula[73]とも呼ばれる。温度1K (-272℃) と、既知の天体の中で最も低温の天体の1つ[73]。
- Hen2-104：太陽系から約1万5400 光年[75]の距離にある、豊富なダストを持つ共生星の段階から双極状の構造を持つ惑星状星雲への変化の途中にある天体[76][77]。アメリカの天文学者で宇宙飛行士のカール・ゴードン・ヘナイズが1967年に発表した惑星状星雲のカタログで知られるようになったことからこの名称で呼ばれる[78]。その姿がおうし座にある超新星残骸「かに星雲」と似て見えることから「南のかに星雲[76](英: Southern Crab[75])とも呼ばれるが、超新星残骸ではない。

- 南天の天の川に並ぶ美しい天体の写真。写真左から、ケンタウルス座α星、ケンタウルス座β星、南十字、イータカリーナ星雲 (NGC 3372)。
- ヨーロッパ南天天文台 (ESO) による電波銀河ケンタウルス座Aのカラー合成画像。中心部から噴出するローブとジェットを確認できる。チリ ラ・シヤ天文台のMPG/ESO 2.2m望遠鏡に搭載された広視野イメージャー (WFI) による可視光の画像に、アタカマ砂漠の12mサブミリ波望遠鏡アタカマ・パスファインダー実験機 (APEX) による赤外線画像（オレンジ）とNASAのX線観測衛星チャンドラによるX線画像（青）を合成している。
- ESOラ・シヤ天文台のWFIで撮影された球状星団ω星団。
- ESOラ・シヤ天文台のMPG/ESO 2.2m望遠鏡で撮影された渦巻銀河NGC 4945。
- ハッブル宇宙望遠鏡 (HST) の広視野カメラ3 (WFC3) で撮影された球状星団NGC 5286。
- ESOラ・シヤ天文台のスイス1.2mレオンハルト・オイラー望遠鏡で撮影された散開星団NGC 3766。
- ESOラ・シヤ天文台のWFIで撮影された散開星団IC 2944。
- ESOによる原始惑星状星雲ブーメラン星雲の擬似カラー合成画像。HSTが撮像した部分を青、ALMAが撮像した部分をオレンジに着色して合成されている。
- HSTのWFC3で撮影されたHen2-104。

## 由来と歴史

### 有史以前から古代ギリシア・ローマ期
ケンタウルス座は非常に長い歴史を持つ星座で、その原型は紀元前5千年紀頃の古代メソポタミアで考えられた獣人 MUL.GUD.ALIM まで遡るとされる。この獣人は人頭牛身の2腕4脚または直立した2腕2脚の姿で描かれたことから、「バイソンマン (英: the Bison-Man)」や「ブルマン (英: the Bull-Man)」と呼ばれている。この獣人の星座は、紀元前3千年紀後半頃には姿を変えてイノシシの星座と見なされていた。このメソポタミア地方の星座の意匠がいつ頃地中海地域に伝えられたのかは定かではないが、紀元前4世紀頃にアナトリア半島のクニドスで活動した天文学者エウドクソスの著書『ファイノメナ (古希: Φαινόμενα)』には既にケンタウルス座についての言及があったとされる。エウドクソスの『ファイノメナ』は現存していないが、エウドクソスの著述を元に紀元前3世紀の詩人アラートスが詩作した詩編『ファイノメナ』には、ケンタウルス座の詩が詠われている。
古代ギリシア・ローマでは、みなみじゅうじ座の星々はケンタウロスの後ろ足の部分とされた。また、現在のおおかみ座の星々もケンタウルス座の一部と考えられていた。当時は「半人半馬のケンタウロス (古希: Κένταυρος」と「ケンタウロスに槍で突かれようとしている野獣 (古希: Θηρίον)」の2つの描像をまとめて1つの星座としており、紀元前3世紀後半の天文学者エラトステネースの『カタステリスモイ (古希: Καταστερισμοί)』や、1世紀初頭頃の著作家ガイウス・ユリウス・ヒュギーヌスの『天文詩 (羅: De Astronomica)』では、ケンタウロスの部分には24個、野獣の部分には10個の星があるとしていた。これに対して、2世紀頃にアレクサンドリアで活躍したクラウディオス・プトレマイオスは、天文書『ヘー・メガレー・スュンタクスィス・テース・アストロノミアース (古希: ἡ Μεγάλη Σύνταξις τῆς Ἀστρονομίας)』、いわゆる『アルマゲスト』の中で、ケンタウロスと野獣を2つの星座に分割した上で、より暗い星もケンタウルス座に加えて星の数を37個まで増やした。
地球の歳差運動によって起こる地軸の移動のため、ケンタウルス座の天上での位置は時代を経るごとに南へと移動している。そのため、プトレマイオスが活動した2世紀頃のアレクサンドリアからはその全域を見ることができたが、次第に欧州や地中海沿岸の領域では地平線下から上がってこない星が増えていった。

### 16世紀以降
大航海時代を迎え、それまで観測できなかった南天の星々についての情報が西洋にもたらされるようになると、それを天球儀や星図に反映させようとする気運が生まれた。1595年から1597年にかけて行われたオランダの第1次東インド遠征に帯同したオランダの航海士ペーテル・ケイセルは、南天を観測してその詳細な記録を残した。ケイセルは航海途中の1596年にバンテンで客死したが、彼が遺した観測記録はフレデリック・デ・ハウトマンによってオランダの地図製作者ペトルス・プランシウスの元に届けられた。プランシウスはデ・ハウトマンから受け取った観測記録を元に、オランダの地図製作者ヨドクス・ホンディウスと共同で1598年に天球儀を製作した。この1598年の天球儀は現存していないが、1600年にホンディウスが製作した天球儀ではケンタウルス座は『アルマゲスト』に記されたものから南西に拡張されたこと、またみなみじゅうじ座が Cruzero として独立した星座とされたことが確認できる。

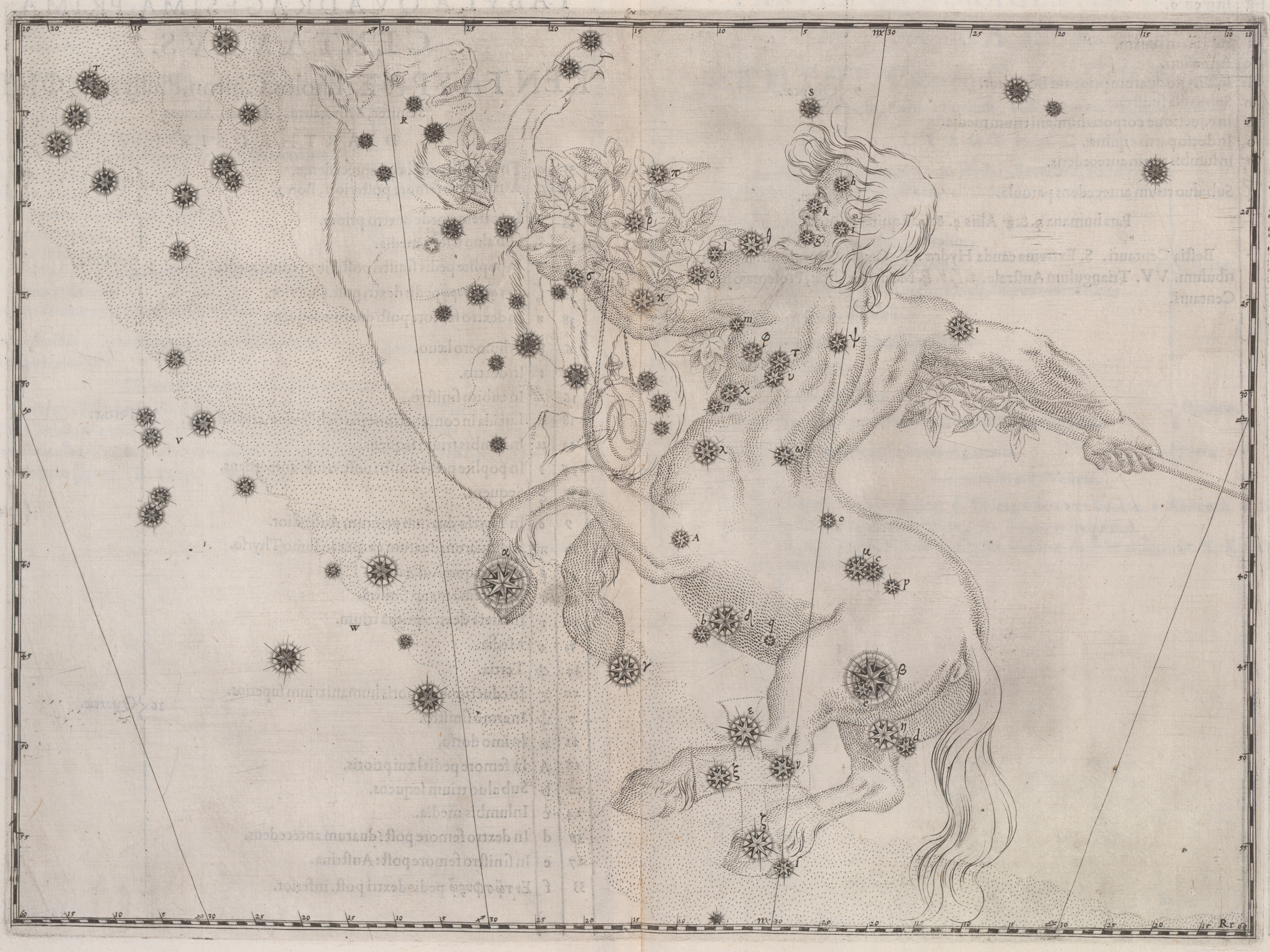
『ウラノメトリア』（1603年、ヨハン・バイエル）に描かれたケンタウルス座。

1603年、ドイツの法律家ヨハン・バイエルは、プランシウスやホンディウスらの天球儀から南天の星の位置をコピーして全天星図『ウラノメトリア (Uranometria)』を出版した。バイエルはこの星図の中で、右手にブドウの蔓が絡まった槍を、左手にワインの革袋を持つケンタウロスの姿を描いた。またバイエルはホンディウスらと異なり南十字をケンタウルス座の一部と見なしており、星図上ではケンタウロスの後ろ足に重ねて十字架を描いている。バイエルは他の星座と同様に、星座の中で目立つ恒星に対してギリシア文字の小文字やラテン文字の符号、いわゆるバイエル符号を付したが、18世紀中頃にラカイユによって符号が全て見直しされたため、現代の星名と一致するものはα・θ・ι・φ・g・h・kの7星とω星団だけである。

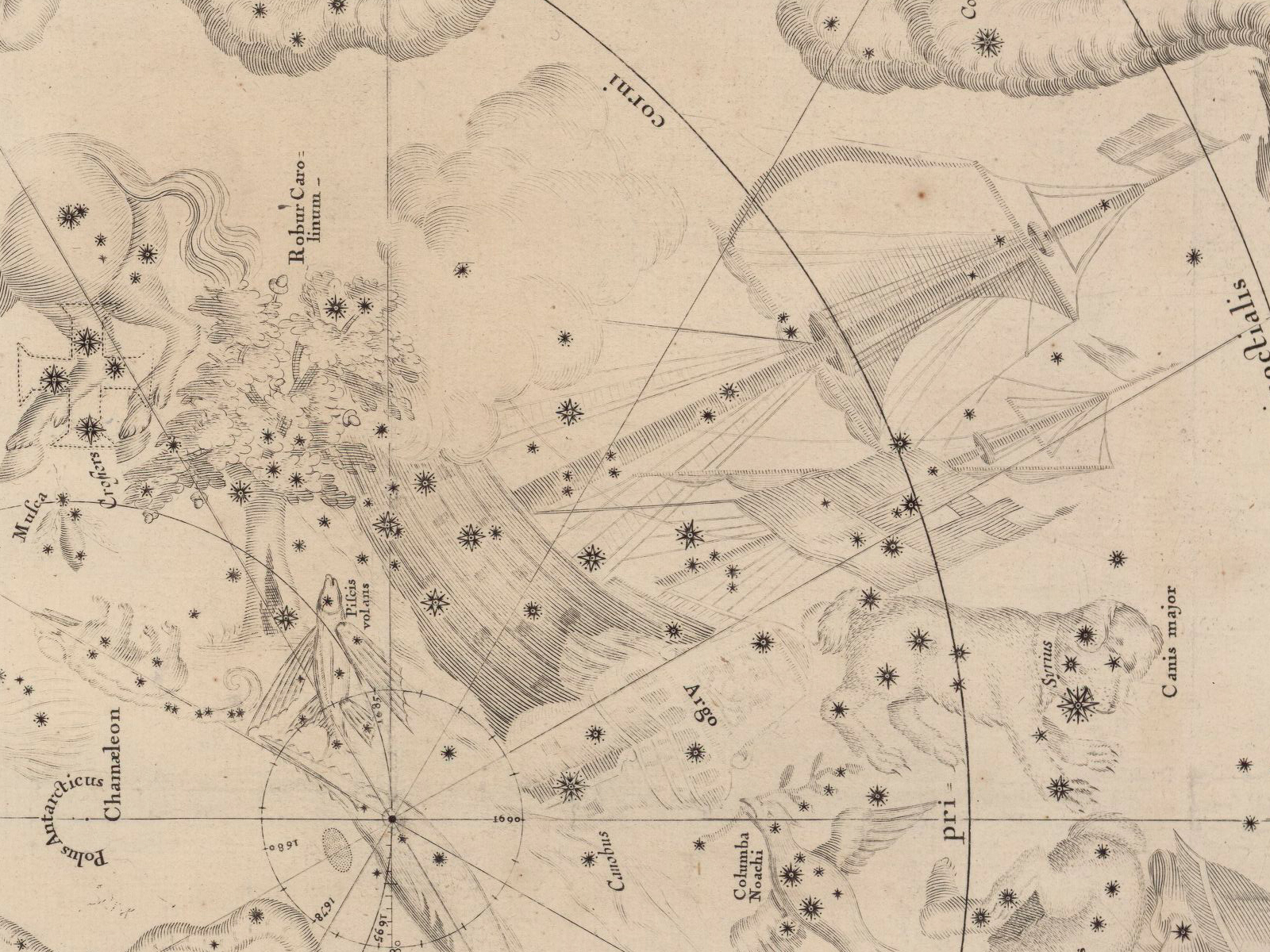
1678年にエドモンド・ハリーが刊行した星図に描かれた Robur Carolinum。ハリーが Robur Carolinum の星とした12個の星のうちの1つは、現在のケンタウルス座λ星である。

17世紀イギリスの天文学者エドモンド・ハリーは1679年の天文書『Catalogus Stellarum Australium』の中で、アルゴ座とケンタウルス座の間にある「どの星座にも属していない」とされていた星を用いて「Robur Carolinum（チャールズの樫）」を設けた。この星座には、バイエルらがケンタウロスの後ろ脚の蹄の部分とした現在のケンタウルス座λ星も含まれていた。
18世紀フランスの天文学者ニコラ＝ルイ・ド・ラカイユは、1756年に出版されたフランス科学アカデミーの1752年版紀要に寄稿した星表と星図の中で、ハリーが設けた Robur Carolinum を廃し、その星をアルゴ座、ケンタウルス座、はえ座に属する星とした。また、バイエルがケンタウルス座に付したバイエル符号を全て廃して、新たにギリシア文字の小文字とラテン文字の符号を振り直した。バイエルはギリシア文字の「α」との混同を避けるためにラテン文字の小文字「a」の代わりに大文字の「A」を使ったが、ラカイユは「a」をそのまま使用した。ラカイユは、ギリシア文字の24文字全てと、ラテン文字の J・U・W・j・vを除く47文字の計71文字を、ケンタウルス座の恒星と星団に使用した。
1879年、コルドバ州に新設されたアルゼンチン国立天文台の台長の職にあったアメリカ生まれの天文学者ベンジャミン・グールドは、自身の観測記録を元に編纂した南天の星表『Uranometria Argentina』を刊行した。グールドはこの星表の中でラカイユの付した符号に以下の変更を加えた。
1. ラカイユが符号を付した星のうちラテン文字の大文字R以降の符号が付けられた星については、アルゲランダーが考案した変光星への符号と重なることから符号を取り消した。
2. ラテン文字の小文字の w もギリシア文字のωとの混同を避けるために取り消した。
3. ラカイユが使用しなかったラテン文字の大文字 J と小文字 j・v を新たに付した[注 2]。

グールドはプトレマイオスの権威を尊重するがゆえに、アルゴ座とケンタウルス座が占めている広大な天空の領域に、ラカイユが新しい星座を導入しなかったことは非常に残念である。としていたが、彼自身がアルゴ座を分割したのと同じようにケンタウルス座を分割することはなかった。
1922年5月にローマで開催されたIAUの設立総会で現行の88星座が定められた際にそのうちの1つとして選定され、星座名は Centaurus、略称は Cen と正式に定められた。

### 中国
現在のケンタウルス座の領域のうち南側にある星の一部は、三垣や二十八宿には含まれていなかった。これらの星は、明代末期の1631年から1635年にかけてイエズス会士アダム・シャールや徐光啓らにより編纂された天文書『崇禎暦書』で初めて取り入れられ、新たに設けられた領域「近南極星」の星官に配された。この頃、明の首都北京の天文台にはバイエルの『ウラノメトリア』が2冊置かれていたとされ、これら南天の新たな星官は『ウラノメトリア』に描かれた新星座をほとんどそのまま取り入れたものが多い。これらの星官は、清代の1752年に編纂された天文書『欽定儀象考成』にも、いくつかの星が新たに加えて取り入れられた。
『欽定儀象考成』では、ケンタウルス座の星は、二十八宿の東方青龍七宿の第一宿「角宿」、第二宿「亢宿」、第三宿「氐宿」と近南極星の星官に配された。角宿では、ζ・η・θ・2・d・f・γ・τ・HD 107931・σ と ω の10星と星団1つが「武器庫」を表す星官「庫楼」に、υ1・υ2・a・ψ・4・3・1・ι と不明の1星の計9星が庫楼を支える柱を表す星官「柱」に、ν・μ・φ・χの4星が兵士の訓練場所を表す星官「衡」に、ε・α・R の3星が庫楼の南門を表す星官「南門」に、それぞれ配された。亢宿では、b・c1 の2星が要塞の城門を表す「陽門」に配された。氐宿では、κ が侍衛を表す星官「騎官」に配された。近南極星では、λと不明の1星が『ウラノメトリア』に描かれた大きな岩山にあたる「海山」に、G・ρ・δの3星がケンタウルスの尾にあたる「馬尾」に、β と不明の2星がケンタウルスの腹にあたる「馬腹」に、それぞれ配された。

## 神話

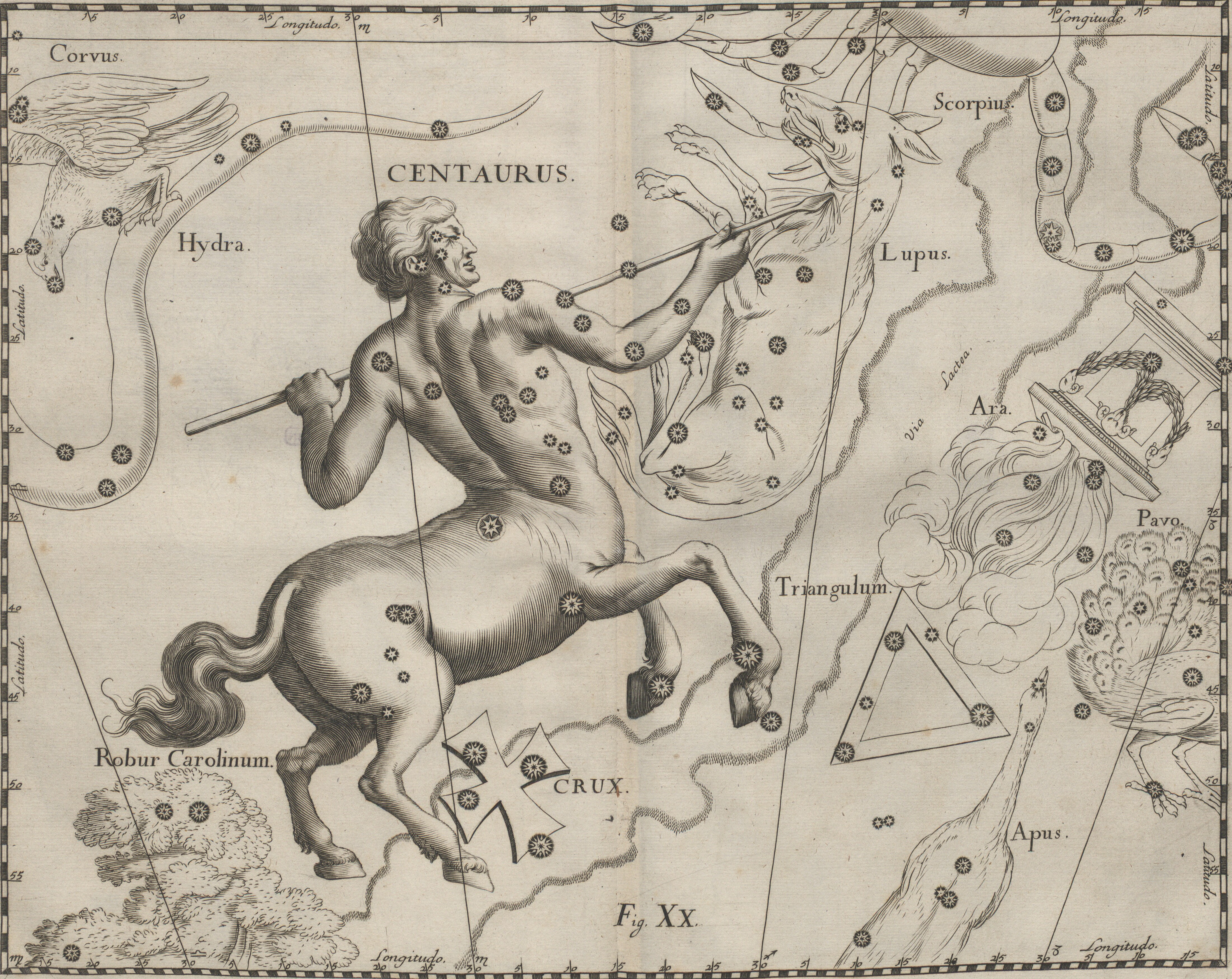
1690年に出版されたヨハネス・ヘヴェリウスの Firmamentum Sobiescianum, sive Uranographia に描かれたケンタウルス座

ケンタウルス座のモデルとされた人物は、ケイローンとされる。紀元前3世紀のエラトステネースは詩編『カタステリスモイ』の中で、医神アスクレーピオスや勇将アキレウスの師で、ペーリオン山に住むケイローンの姿であるとした。エラトステネースの伝えるところでは、「ケイローンに恋心を抱いたヘーラクレースが彼を洞窟に訪ね、彼と性交に及んだ。紀元前5世紀から紀元前4世紀頃の古代ギリシアの哲学者アンティステネースの伝える話では、ヘーラクレースが殺害せず会話を交わした唯一のケンタウロスがケイローンであった。ケイローンがヘーラクレースと語らっていた際に、ヘーラクレースの矢筒から落ちた矢が足に刺さったことでケイローンは命を落とした。彼の死を悼んだ大神ゼウスはケイローンの亡骸を天に上げ、祭壇に野獣を生贄として捧げようとしている敬虔なケンタウロスの姿とした」とされている。
このケンタウルス座のモデルについてのエラトステネースの見解は古代ギリシア・ローマ時代を通じて支配的なものとなり、1世紀のヒュギーヌスの『天文詩 (羅: Poeticon astronomicon)』、オウィディウスの『祭暦 (羅: Fasti)』『変身物語 (羅: Metamorphoses)』などの作品では、いずれもケイローンがモデルとなったとされている。また、アラートスの『ファイノメナ』では特にモデルとなった人物についての言及はないが、西暦4年に古代ローマのゲルマニクスが一部改変・ラテン語訳した『ファイノメナ』では、神の子たちを立派に育て上げたケイローンがモデルであると説明している。
19世紀末アメリカのアマチュア博物家リチャード・ヒンクリー・アレンは、ケンタウルス座のモデルをケイローンとする説とともに、古代ローマの著作家偽アポロドーロスの著書『ビブリオテーケー (古希: Βιβλιοθήκη)』に書かれたケンタウロス族とヘーラクレースの争いに登場するポロス (Pholus) という別のケンタウロスを由来とする説を伝えている。

## 呼称と方言
日本語の学術用語としては「ケンタウルス」と定められている。
日本では、1874年（明治7年）に文部省より出版された関藤成緒の天文書『星学捷径』では「センタウリュス」として、1879年（明治12年）にノーマン・ロッキャーの著書『Elements of Astronomy』を翻訳して出版された天文書『洛氏天文学』で「センタウルス」と紹介された。明治末期には「ケンタウルス」という訳語が充てられていたことが、1910年（明治43年）2月刊行の日本天文学会の会報『天文月報』第2巻11号に掲載された「星座名」という記事でうかがい知ることができる。この訳名は、1925年（大正14年）に初版が刊行された『理科年表』にも引き継がれた。戦後の1952年（昭和27年）7月に日本天文学会が「星座名はひらがなまたはカタカナで表記する」とした際に、Centaurus の日本語名は「ケンタウルス」と定められた。これ以降は「ケンタウルス」という表記が継続して用いられている。
天文同好会の山本一清らは異なる訳語を充てていた。天文同好会の編集により1928年（昭和3年）4月に刊行された『天文年鑑』第1号では星座名 Centaurus に対して「ケンタウルス」の訳語を充てていたが、1929年（昭和4年）に刊行された第2号以降は「センタウル」という訳を充てた。これについて山本は、東亜天文学会の会誌『天界』1934年4月号の「天文用語に關する私見と主張 (2)」という記事の中で因みに，Centaurus や Cepheus や Perseus や，Taurus や，Pegasus 等の語尾のは，ラテン語の男性名詞を表はす語尾なのだから，此等を日本語に譯する場合には必ずしも性に囚はれる必要はない．（元々，日本語には性の區別は無いのだから．）只，「センタウル」，「セフェ」，「ペルセ」，「牛」，「ペガス」で好いのである．と述べている。山本は、京都帝国大学退官後に設けた私設の「田上天文台」の名義で刊行した『天文年表』の中でも「センタウル」の訳名を用い続けた。
現代の中国では、半人马座（半人馬座）と呼ばれている。

### 方言
八重山諸島に伝わる方言では、α星とβ星の2つの星のペアは、「南の星」を意味する「ハイカプス」「パイガプシ」「パイガプス」などと呼ばれる。